# Circus assimilis
El aguilucho moteado (Circus assimilis) es una especie de ave de presa de la familia Accipitridae. Habita en llanuras, sabanas y bosques abiertos de Australia, Tasmania, Célebes y otras islas como Sumba y Timor. 
Se alimenta principalmente de mamíferos terrestres como bandicuts, bettongs y roedores, así como de pequeñas aves y reptiles, y ocasionalmente de grandes insectos. Anteriormente la especie era muy dependiente de los conejos, sin embargo, la rápida propagación de la enfermedad calicivirus en el conejo condujo a una disminución significativa en el número de conejos en zonas áridas y semiáridas.